# フランス共和国官報

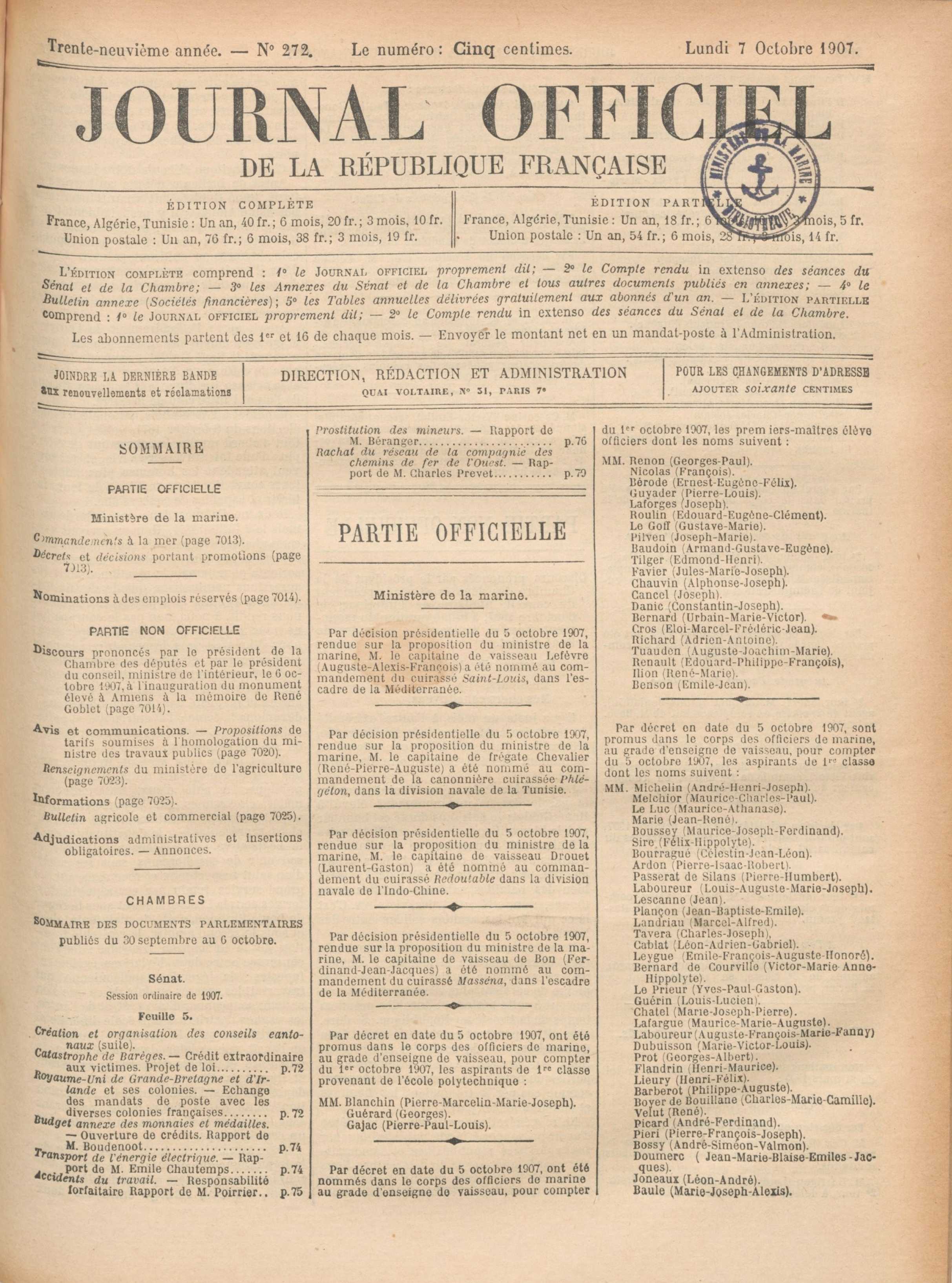
1907年10月7日版

フランス共和国官報（フランスきょうわこくかんぽう、フランス語: Journal officiel de la République française、JORF、JO）は、フランス共和国の政府公報である。フランス政府からの主要な法的公式情報を公表している。
ペーパーレス化法令によって、2016年1月1日以降、官報の紙印刷版は終了し、電子版のみをレジフランスで公開提供することとなった 。

## 出版物
JORFには数種類の文献により構成される:
- 最もよく知られているのは、"法律と政令"（Journal officiel lois etdécrets）である。ここですべての法令や法令、その他の行政上の決定を公表される。法令と法令は、施行される前にこの"法律と政令"に掲載されなければならない[5][6]。
- 議会議論（元老院、国民議会、経済社会環境評議会）
- アソシエーション；非営利団体の解散または著しい変動について公示している（1901年のアソシエーション法で規定されている)[7]

## 所掌
官報の運営（フランス語：Direction des journaux officiels)は首相の管轄である。パリ15区を拠点に、他の政府刊行物とともに発行されている。